# Salade (casque)
Pour les articles homonymes, voir Salade.

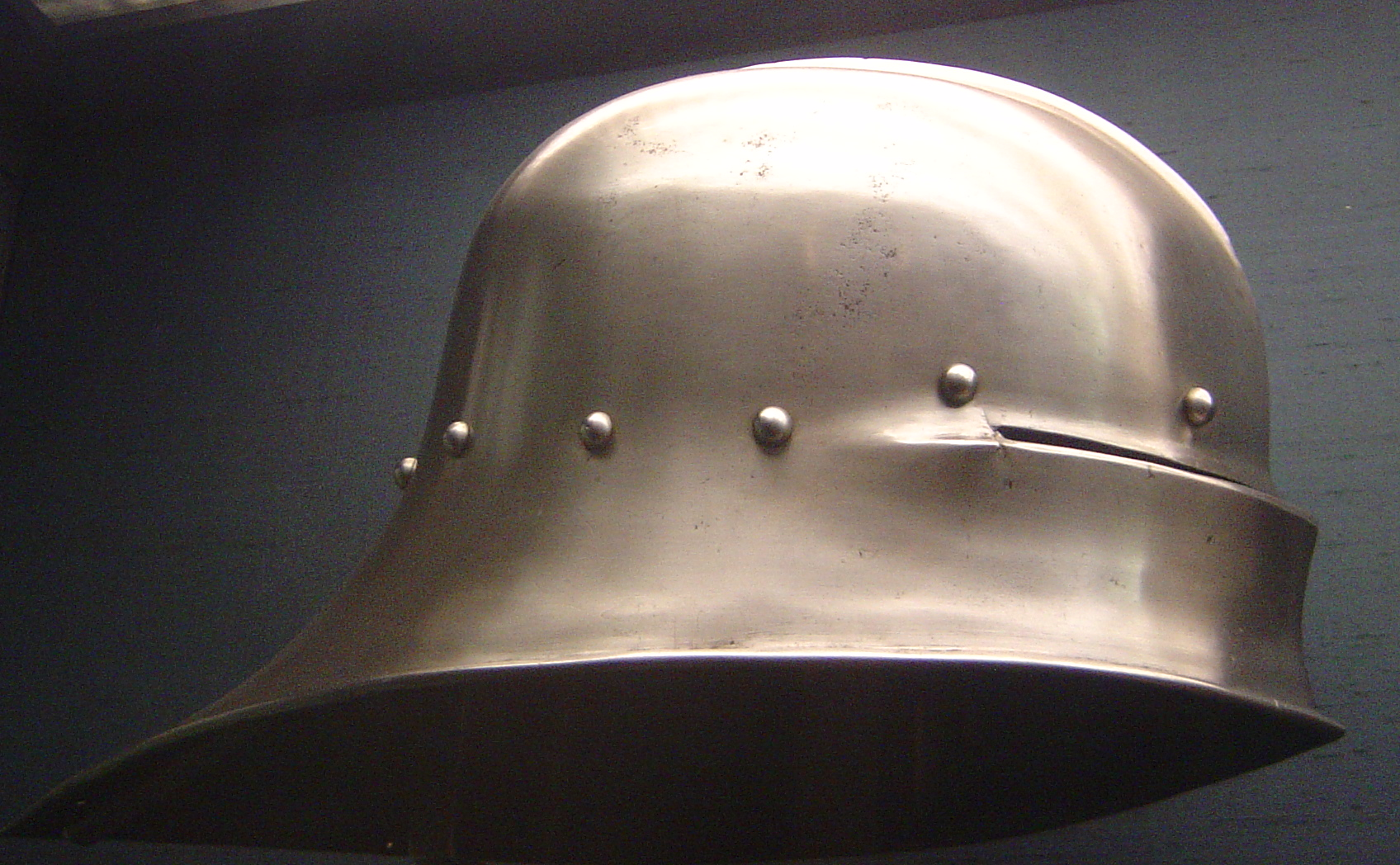
Une salade de la fin du XVe siècle

Une salade est un casque de forme ronde, porté du XVe siècle au XVIe siècle. Le mot vient du bas-latin caelum, qui signifie « ciel », « coupole », et qui a donné le vieil italien celata, francisé en salade. Il s'agit d'une évolution du « chapel de fer » qui eut lieu pendant la première moitié du XVe siècle (à ne pas confondre avec la barbute, parfois appelée « salade italienne », bien qu'elle soit essentiellement une variante du bassinet). 
La coupole de la salade finit sur l'arrière en une queue qui s'allongea au fil du siècle. Certaines salades étaient équipées d'une visière, et d'autres une simple fente s'ouvrant sur l'avant du casque. Une autre variante laissait le visage entièrement sans protection. Il existait une protection pour la gorge et la trachée qui pouvait être portée avec la salade, le gorgerin; le cou était protégé par une bavière. La salade était certainement le type de casque le plus répandu durant la dernière partie du XVe siècle, et était en usage chez les cavaliers comme chez les fantassins. Pendant le XVIe siècle, elle donna naissance à la bourguignotte.
Par métonymie, "une salade" désigne le soldat équipé de cette protection, envisagé en tant qu'unité combattante d'un type particulier: "... si vingt salades des ennemis fussent tournez à nous, ils nous eussent deffaicts" (Blaise de Monluc, Commentaires, Pléiade éd. 1964, p. 104).

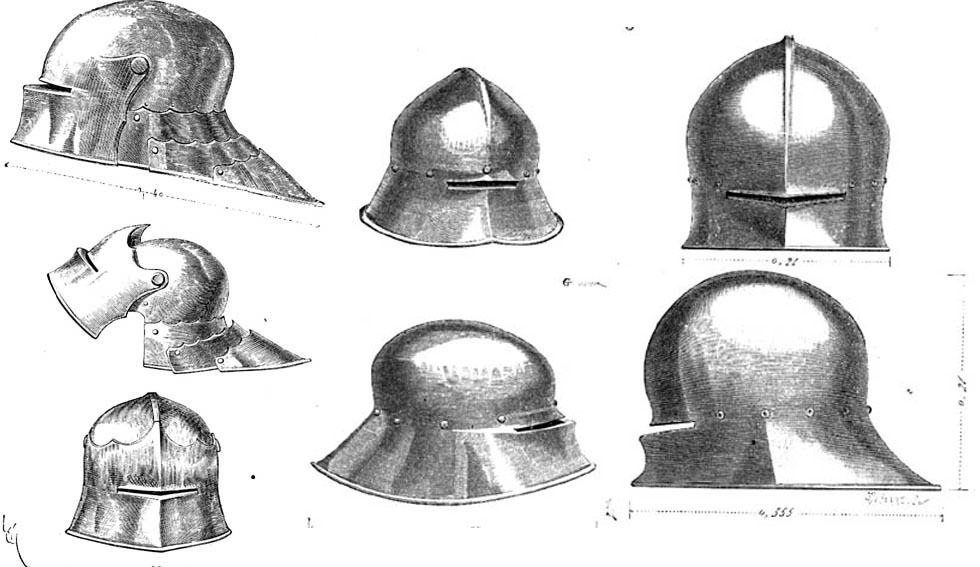
Différents modèles, dessin de Viollet-le-Duc

## Voir aussi

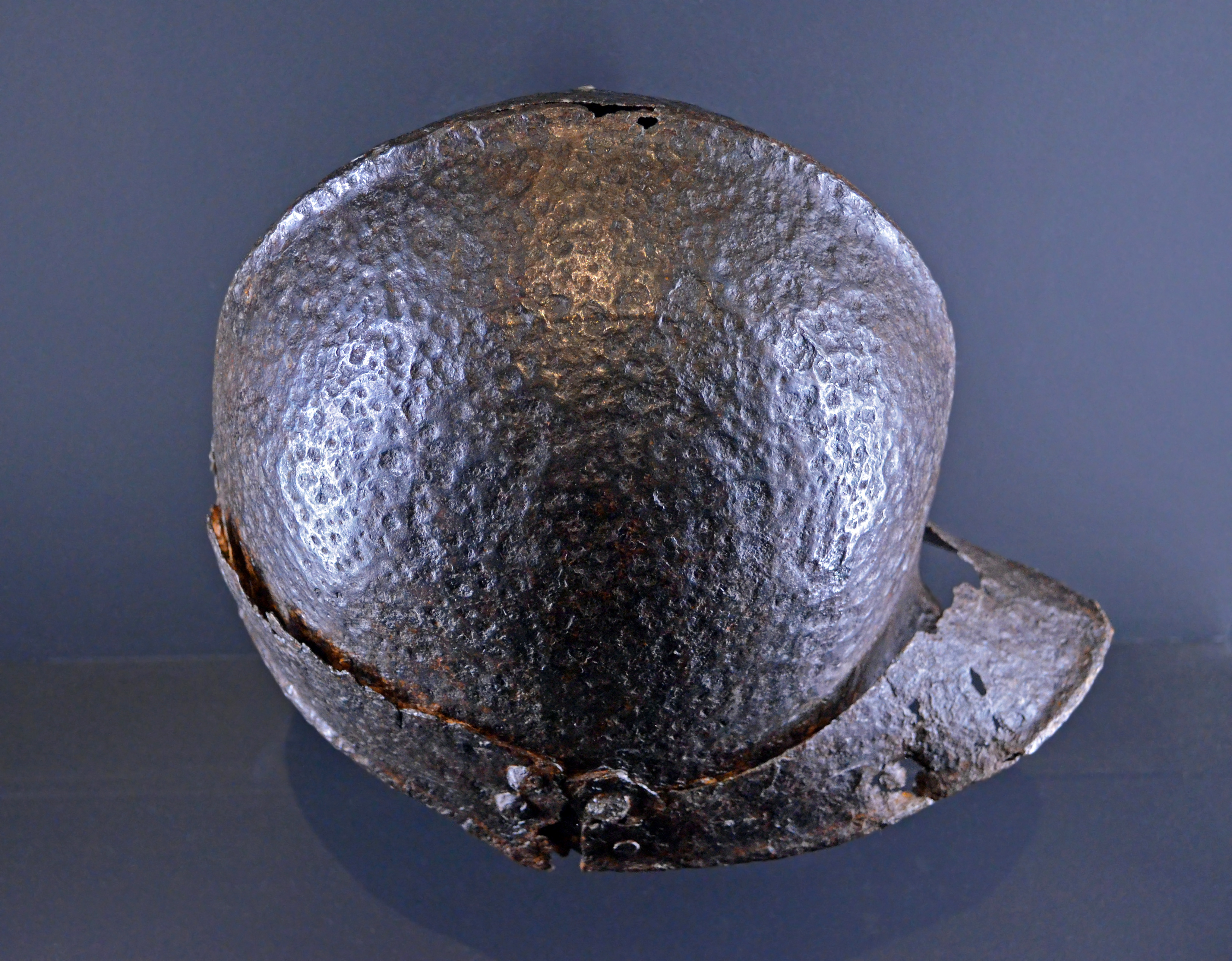
Salade d'homme de pied, env. 1430-1450, découvert en 1879 dans le cimetière de Corpe (Vendée) - Exposé dans l'Historial de Vendée